# Springtown (Arkansas)
Pour les articles homonymes, voir Springtown.

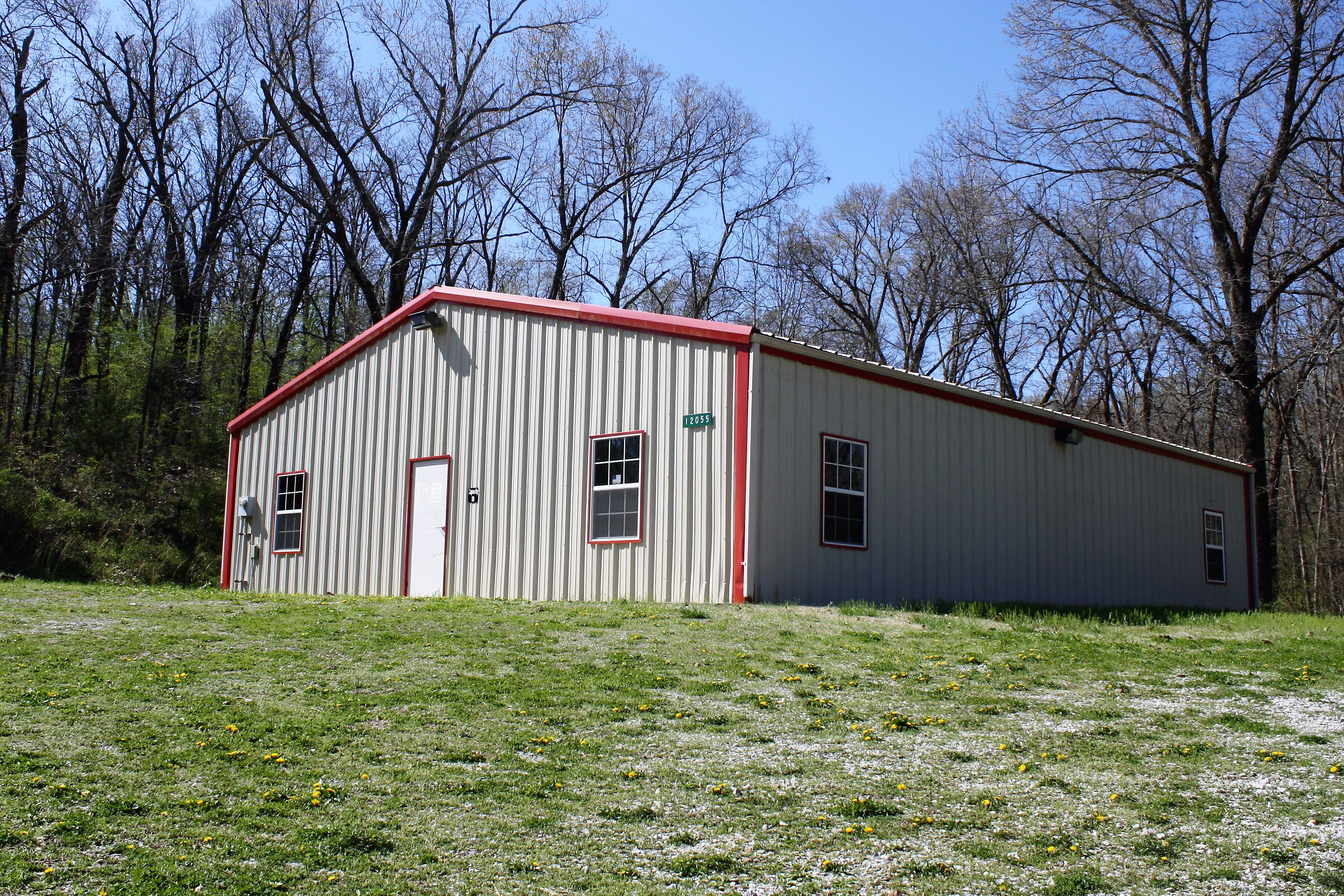
Mairie

Springtown est une municipalité du comté de Benton, dans l’État de l’Arkansas, aux États-Unis.

## Démographie
| 1880 | 1940 | 1950 | 1960 | 2000 | 2010 |
| ---- | ---- | ---- | ---- | ---- | ---- |
| 95   | 104  | 102  | 82   | 114  | 87   |